# Nacionalna fašistička stranka
Nacionalna fašistička stranka (tal. Partito Nazionale Fascista, PNF) bila je politička stranka u Italiji. Ustrojena je iz fašističkog pokreta 1921. Tvrdnju Benita Mussolinija (vođe stranke) da se fašizam pretvorio u organizaciju već 1918. kao Fascio Italiano Rivoluzionario, nije moguće dokumentirati. Fašistički pokret formiran je službeno u ožujku 1919. godine u gradu Milanu, kada je osnovan Fascio Italiano di Combattimento.
Umberto Eco će 1995. godine pisati o tzv. ur-fašizmu, gdje sagledava kulturalne i svjetonazorske stavove oko kojih se može "koagulirati" fašizam, te zapaža da je riječ "fašizam" do danas ostala ne samo kao naziv za jednu specifičnu partiju i njen režim u Italiji, nego za sve radikalne desničarske politike sa sličnim ciljevima.

## Povijest

### Početci
Socijalni supstrat iz kojega su iznikle fašističke squadre su bili veterani iz postrojbi elitnog pješaštva ardita, koji su se vraćali iz službe u Prvom svjetskom ratu. U vrijeme kada se krajnja ljevica u Italiji (i drugdje u Europi) spremala za nasilno preuzimanje vlasti inspirirano ruskom Oktobarskom revolucijom, pripadnici socijalno konzervativnijih mladih ratnih veterana su se zanosili nacionalističkim idealizmom i estetikom koje je propagirao slavni talijanski pjesnik Gabriele D'Annunzio; ta je uključivala znatnu ratobornost i spremnost na korištenje nasilja u političke svrhe. Sam se Gabriele D'Annunzio stavio na čelo postrojbi ardita koji su 1919. godine vojno zauzeli hrvatski grad Rijeku (kojega velike sile nisu bile spremne predati Italiji) i uspostavili ondje proto-fašističku kvazi-državu, Talijansku upravu za Kvarner (talijanski: Reggenza Italiana del Carnaro). Ta je kratkotrajna proto-država prožeta artističkim intervencijama Gabriela D'Annunzija (koji se čak potrudio da njen ustav, kojega je inače sastavio ljevičarski sindikalist Alceste De Ambris, bude napisan u vrhunskom pjesničkom stilu) postala za mnoge Talijane mjesto idealne politike.
Fašisti su svoje uporište imali prvenstveno među radništvom, koje je uglavnom i bilo zastupljeno u njegovim redovima, te su tijekom vladavine u Italiji 1922. – 1943. poduzimali mnoge mjere za poboljšavanje položaja radnika.

### Djelovanje na vlasti u Italiji 1922. – 1943.
U Italiji su fašisti postupno uspostavili totalitaristički režim, u kojem su oni kontrolirali sve aspekte društvenog života. Od početka su se pokazivali kao "anti-stranka" koja je antikomunistička i antiklerikalna, koja zna kako odlučnom, muževnom akcijom razriješiti političke probleme Italije i postići nacionalnu slogu.
Na čelu s Benitom Mussolinijem, u listopadu 1922. godine poduzimaju fašisti tzv. Marš na Rim, manifestaciju koja je trebala predstavljati ponudu domoljubivih ratnih veterana iz radničkih slojeva da spriječe ljevičarsku revoluciju u Italiji; koja je tada izgledala mogućom. Kralj je vođi minorne fašističke stranke Benitu Mussoliniju dao mandat za sastavljanje vlade, a fašisti su priliku da vode državu u vrlo teškoj krizi spretno iskoristili. Njihov ministar obrazovanja i prilično zapaženi filozof Giovanni Gentile provodi reformu obrazovanja, sistematizira fašističku misao u zaokruženu ideologiju za sve šire članstvo i za široke narodne slojeve, te priprema ustavne reforme; sam Mussolini kao šef vlade, ali i dokazano uspješni novinarski urednik (najprije službenog glasila Socijalističke partije Italije Avanti!, a nakon što se 1914. god. politički razišao s vodstvom te stranke, važnog ratnohuškačkog Il Popolo d'Italia), predvodi propagandu u kojoj prikazuje fašiste kao snagu koja može donijeti reforme potrebne da se osigura boljitak širokih slojeva stanovništva; u isto vrijeme kao jamstvo buržoaziji da će spriječiti komuniste da u Italiji provedu revoluciju prema uputama iz središta komunističke politike u Moskvi, koja želi u svijetu nove zemlje uređene po uzoru na SSSR.
Na izborima održanima 1924. godine - koji su održani uz prilični fašistički teror prema političkim takmacima - osvojit će fašisti skoro 65 posto glasova, da bi nakon ubrzo potom najprije krenuli u represiju protiv ljevičarskih partija, te zabranjuju oporbeni tisak. 1925. godine su u dogovoru s poslodavcima preuzeli monopol nad sindikalnim organiziranjem radnika. 1927. godine fašisti osnivaju političku tajnu policiju OVRA, (Organizzazione per la Vigilanza e la Repressione dell'Antifascismo, tj. Organizacija za nadzor i suzbijanje antifašizma), čijih će čak 50.000 agenata uskoro tajnom nadzoru podvrgnuti praktično sve aspekte društvenog života. Naposljetku 1929. godine zabranjuju sve druge političke stranke i stvaraju u Italiji jednostranačku državu - organiziranu u mnogim elementima vrlo slično kao što je učinjeno u Sovjetskom Savezu, pozivajući se primjerice na sličan način na ideal mladosti, akcije i budućnosti; stvarajući jedan vlastiti, egzaltiran i posve drugačiji politički jezik kao što su to činili i komunisti; te čineći na skoro jednaki način od antikomunizma temeljem svoje propagande, kao što su staljinisti potom to učinili s antifašizmom; čak su se s funkcijom kakvu u SSSR-u od 1922. god. ima Organizacija Lenjinovih pionira - naime radi ideološke indoktrinacije djece korištenjem militarističkih metoda - osnovali fašisti u Italiji 1926. godine L'Opera nazionale Ballila.
Ponikli u duboko katoličkom talijanskom narodu, ali u državi koja je zapravo nastala u neprijateljstvu prema Katoličkoj Crkvi - nakon što je u 19. stoljeću uz primjenu vojne sile anektirala prilično veliku Papinsku Državu i i provela velike nacionalizacije crkvenih dobara (uključujući ne samo samostane, nego i škole i bolnice) - fašisti su ponovili probleme koje su i prijašnje vlade imale u odnosima s Katoličkom crkvom. Sveta Stolica čak službeno nije htjela priznati Kraljevinu Italiju sve do Lateranskih ugovora iz 1929. godine. Usprkos obostranim pokušajima nalaženja zajedničkog jezika, koji su neki vrhunac postigli baš kod potpisivanja Lateranskih ugovora, odnosi fašista s Crkvom ostali su čitavo vrijeme napeti.  Već 1930. god. je papa Pio XI. u Enciklici "Non abbiamo bisogno" posve izričito napao fašističke politike u Italiji, primjerice "potpuno monopoliziranje mladih, od najranijeg djetinjstva do odrasle dobi, za korist jedne partije, jednog režima, na osnovi jedne ideologije koja otvoreno zagovara jedno doista pogansko obožavanje države, u potpunoj opreci s prirodnim pravima obitelji i natprirodnim pravima Crkve". Mussolini je međutim uvijek pazio - i uspijevao u tome - da izbjegne posve otvoreni sukob s Katoličkom crkvom; doduše su katolički laici koji su politički djelovali promatrani kao oporba (a u jednopartijskoj državi je oporba, jasno, zabranjena i neprijateljska aktivnost), te su bili na meti represije. Katolička crkva se vrlo usprotivila kada su fašisti od nacista 1938. god. preuzeli rasne (protužidovske) zakone, koje je papa Pio XI. napao kao protivne katoličkom vjerskom nauku.
Tijekom godina će fašisti vodeći Italiju imati stanovitih uspjeha, ali se njihova nastojanja da stvore u Italiji autarkičnu nacionalnu privredu s industrijom koja će omogućiti talijanskom narodu blagostanje, a talijanskoj državi moć u ravnini s vodećim svjetskim zemljama - što im je bio centralni dio političkog programa - nisu pokazala uspješnim. Fašistička Italija će 1936. god. ući u Antikominternski pakt s Nacističkom Njemačkom, ali kao mnogo slabiji partner. Mussolini 1938. god. preuzima čak i nacističke rasne zakone, makar rasizam i anitsemitizam uopće nisu spadali u neke preokupacije talijanskih fašista - što vidimo iz bizarne okolnosti da je nakon proglašenja tih zakona Italiju napustila Mussolinijeva ljubavnica i autorica njegove biografije iz 1924. godine Margherita Sarfatti, koja je bila Židovka.  U II. svjetskom ratu, nedovoljno modernizirane talijanske vojne snage trpe niz poraza, a Italiji suprotstavljeni Saveznici ocjenjuju da je Italija "meki trbuh" Europe, te preko Sjeverne Afrike i Sredozemlja vrše u srpnju 1943. godine Invaziju na Siciliju, nanoseći ondje strašan poraz talijanskim i njemačkim snagama.
Veliki savjet Fašizma 23. srpnja 1943. godine smjenjuje Ducea Benita Mussolinija, a 8. rujna 1943. godine nastupa bezuvjetna kapitulacija Italije. Saveznici nisu htjeli pristati na nikakve uvjete fašista; ovi su pak pustili talijansku vojsku bez ikakvih uputa, te su njemačke snage u operaciji naziva Fall Achse (Operacija osovina) zarobile većinu talijanskih vojnika i naoružanja, te okupirali glavninu teritorija Italije. Nakon što su njemački padobranci pod vodstvom Otta Skorzenya 12. rujna 1943. god. oslobodili Benita Mussolinija iz konfinacije, velika većina fašista je stala uz svojeg Ducea, te su proglasili Talijansku Socijalnu Republiku, koja je kontrolirala dio Italije pod efektivnom njemačkom okupacijom. Južni dio Italije, pod okupacijom Saveznika, nastavila je kontrolirati vlada Kraljevine Italije, sada već bez fašista.

### Neofašisti nakon Drugog svjetskog rata
Nakon poraza Njemačke u II. svjetskom ratu, Nacionalna fašistička stranka je zabranjena – sam Mussolini je ubijen od talijanskih partizana - ali su neki mlađi fašisti već 26. prosinca 1946. godine osnovali stranku pod imenom Movimento Sociale Italiano (MSI), tj. "Talijanski socijalni pokret". Ta neofašistička partija je na parlamentarnim izborima 1948. godine dobila samo oko 2% glasova, ali je potom od 1953. do 1992. godine dobivala između 4,5 i 9 posto glasova. 
MSI će se 1995. godine raspustiti radi pristupanja u novu desničarsku stranku Aleanza Nazionale ("Nacionalni savez"), koja će na kasnijim izborima osvajati između 12 i 15 posto glasova; međutim će se šef te desničarska stranka Gianfranco Fini prigodom posjete Izrelu 2003. godine (u svojstvu potpredsjednika talijanske vlade) najslužbenije i najjavnije ograditi od fašizma Stoga je Duceova unuka i parlamentarna zastupnica iz redova te stranke Alessandra Mussolini odmah potom raskinula svoje veze sa strankom.